# Clàssica de Loulé
La Clàssica de Loulé és una competició ciclista d'un dia portuguesa que es disputa a Loulé. La cursa forma part de l'UCI Europa Tour des de la seva primera edició el 2015.

## Palmarès
| Any  | Vencedor      | Segon       | Tercer        |
| ---- | ------------- | ----------- | ------------- |
| 2015 | Michael Woods | César Fonte | Jesse Anthony |